# Persoonlijkheidstest

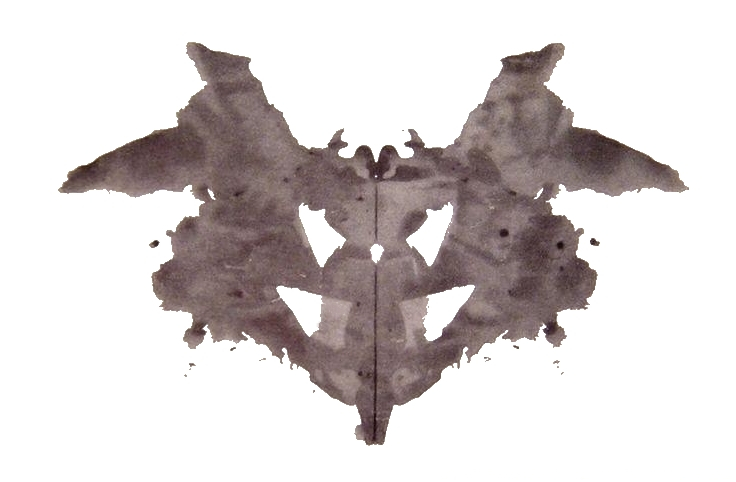
Plaat uit de rorschachtest, door Rorschach geïntroduceerd in 1921. De test is gebaseerd op de menselijke neiging gedachten en gevoelens te projecteren, in dit geval op inktvlekken.

Een persoonlijkheidstest of karaktertest is een soort psychologische test die is ontworpen om van de persoonlijkheidstrekken van een proefpersoon te testen.
Het doel van de test kan zijn om een totaalbeeld van de persoonlijkheid te vormen of om afzonderlijke kenmerken van de persoonlijkheid of het karakter vast te stellen. De persoonlijkheidstest wordt het meest gebruikt als hulpmiddel bij werving en selectie, loopbaanadvisering en teambuilding.

## Overzicht
De persoonlijkheidstest is een algemeen type psychologische test, die moet worden onderscheiden van:
- De vaardigheidstest, waarbij bepaalde vaardigheden getest worden, zoals intelligentie, leervaardigheid, geheugen, aandacht, reactiesnelheid, motoriek enzovoort, met als doel om bijvoorbeeld de schoolrijpheid van een persoon vast te stellen.
- Het belangstellingsonderzoek, waarbij iemands belangstelling in kaart wordt gebracht, bijvoorbeeld ten aanzien van een beroepsvoorkeur.

Omdat persoonlijkheid een complex begrip is, waaraan vele kenmerken te onderscheiden zijn, worden in een test de mogelijke persoonlijkheidstypen meestal vooraf vastgelegd in een persoonlijkheidsmodel. De persoonlijkheid wordt aan de hand van dit model getest.
De persoonlijkheidstest verschilt van een test op persoonlijkheidsstoornissen.
De meting van waarde- of belangstellingspatronen kan wel een nevendoelstelling zijn van de persoonlijkheidstest, evenals de bepaling en oplossing van een specifiek probleem.

## Geschiedenis
Het pionierswerk bij de ontwikkeling van de persoonlijkheidstest is in de 19e eeuw verricht door psychologen als de Duitser Hermann Ebbinghaus (1850-1909), de Fransman Alfred Binet (1857–1911) en de Amerikaan Lewis Terman (1877-1956). De empirische psychologie die toen opkwam bracht nieuwe empirische methoden die ook toepasbaar bleken bij de studie van de persoonlijkheid. Een van de methoden was de intelligentietest. De eerste intelligentietest werd ontwikkeld door Binet. Zijn methode, verder ontwikkeld als de Stanford-Binet-testmethode, wordt tegenwoordig nog altijd gebruikt.
Enkele van de eerste persoonlijkheidstests waren de rorschachtest, geïntroduceerd door Hermann Rorschach in 1921, en de thematische apperceptietest die in de jaren 1930 ontwikkeld werd door de Amerikaanse psychologen Henry Murray en Christiana Morgan. In de Tweede Wereldoorlog begon Raymond B. Cattell met de ontwikkeling van psychologische tests voor militairen. In die tijd ontwikkelde Isabel Briggs Myers ook de Myers-Briggs Type Indicator, die was gebaseerd op ideeën van Carl Gustav Jung uit de jaren 1920.
De ontwikkeling van persoonlijkheidstest is ook daarna verdergegaan. Zo ontwikkelden Joseph Luft en Harry Ingham in 1955 het Johari-venster en Hubert Hermans ontwikkelde in de jaren 1990 de zelfconfrontatiemethode.

## Persoonlijkheidskenmerken

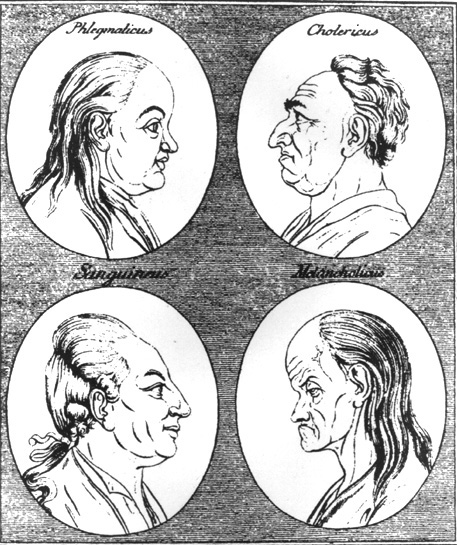
De vier temperamenten door Lavater

Persoonlijkheidskenmerken zijn niet eenvoudig te definiëren. De volgende begripsmatige onderscheidingen zijn van belang:
Persoonlijkheid en karakter
De persoonlijkheid is een dynamisch en georganiseerd geheel van karakteristieken die aan een persoon kunnen worden toegekend. Dit geheel van eigenschappen bepaalt de manier waarop een persoon in verschillende situaties zal reageren, de manier waarop hij denkt en waardoor hij gemotiveerd wordt. Karakter of inborst is de combinatie van relatief onveranderlijke eigenschappen van het innerlijk van een persoon. Deze combinatie onderscheidt de ene persoon van de andere en bepaalt hoe een persoon in het leven staat. Het onderscheid met persoonlijkheid is niet altijd even duidelijk. Een persoonlijkheidskenmerk wordt ook vaak gebruikt als karaktertypering.
Persoonlijkheidstrek versus persoonlijkheidskenmerk
Een persoonlijkheidstrek is een individueel, uiterlijk waarneembaar gedragskenmerk. Een persoonlijkheidskenmerk heeft niet zozeer betrekking op gedrag, maar op karakter, instelling en intentie.
Temperament
Oorspronkelijk waren in de Griekse oudheid de temperamenten de naam voor vier persoonlijkheidstypen: het sanguïnische, flegmatische, cholerische en melancholische temperament. Deze indeling kan beschouwd worden als een persoonlijkheidsmodel. Tegenwoordig zijn temperamentsverschillen in de psychologie de basale persoonlijkheidskenmerken die al in de vroegste kinderjaren blijken, die tot de aanleg van een individu behoren en die tot op zekere hoogte erfelijk zijn.
Motivatie
Motivatie is het geheel van beweegredenen die richtinggevend zijn voor het gedrag. Deze kunnen sterk verschillen naargelang van leeftijd en sociale omgeving, terwijl persoonlijkheidskenmerken meer stabiel worden geacht. Een synoniem van motivatie is drijfveer.

## Persoonlijkheidsmodel
Veel persoonlijkheidstests berusten op een persoonlijkheidsmodel waarin de te onderkennen persoonlijkheidskenmerken worden gedefinieerd. Bekende modellen zijn:
- Axenroos: systeem om de interactie tussen mensen te typeren, gebaseerd op de Roos van Leary.
- The Big Five: geeft vijf dimensies om het karakter te beschrijven.
- Enneagram: diagram met negen persoonlijkheidstypen.
- Myers-Briggs Type Indicator: systematiek die zestien verschillende persoonlijkheidstypen onderkent.
- Kernkwaliteiten: kwaliteiten waar een persoon (of onderneming) goed in is.
- Roos van Leary: communicatiemodel, dat beschrijft welk gedrag door welk gedrag wordt opgeroepen, en hoe dat gedrag te beïnvloeden is.
- Basicprofilescreen: beschrijft de professionele persoonlijkheid en de achterliggende gedragsprocessen aan de hand van negen werkwoorden.

Sommige modellen sluiten een testopzet in: de Myers-Briggs Type Indicator wordt bijvoorbeeld ook een persoonlijkheidstest genoemd.

## Soorten persoonlijkheidstests
Persoonlijkheidskenmerken kunnen globaal op drie manieren worden gemeten:
- De pen-en-papier-test of vragenlijst, vroeger op papier en tegenwoordig veelal digitaal met een redelijke voorspellende waarde.[2] Zo'n test kan bestaan uit 100 tot 200 al dan niet meerkeuzevragen, die in een half uur tot een uur beantwoord kunnen worden.[4]
- De objectieve test, waarbij de proefpersoon taken verricht, die geobserveerd en beoordeeld worden.[1]
- De combinatie van beide, bijvoorbeeld in een assessment waarbij ook interviews of rollenspelen gebruikt kunnen worden.

In de praktijk zijn er vele tests ontwikkeld, die hieraan allemaal een eigen invulling geven. Van alle methoden is de schriftelijke vragenlijst het meest populair, het snelst en het goedkoopst.
Er bestaan talloze gerichte persoonlijkheidstest. Enkele bekende tests zijn:
- Rorschachtest of rorschach-inktvlekkenmethode (RIM): De test is gebaseerd op de menselijke neiging interpretaties en gevoelens te projecteren op, in dit geval, inktvlekken. Daartoe speciaal opgeleide psychologen proberen aan de hand van de gegeven interpretaties de persoonskenmerken en neigingen van de testpersonen te begrijpen.
- Thematische apperceptietest: Dit is een projectieve test die gebruikt wordt in de psychologie om te kijken of bij een individu bepaalde cognitieve functies als fantasie en inlevingsvermogen behoorlijk tot ontwikkeling zijn gekomen.
- Zelfconfrontatiemethode: Methode gebaseerd op de narratieve psychologie, waarin de persoon wordt uitgenodigd om in de vorm van het vertellen van verhalen over te gaan tot het doen van een zelfonderzoek.

Persoonlijkheidstests worden veel toegepast bij de werving en selectie van nieuw personeel. In de hrm-praktijk kunnen bovengenoemde tests worden uitgebreid met:
- Simulatie: bepaalde mogelijke situaties worden hierbij nagebootst om specifieke vaardigheden van een persoon te testen.
- Assessment: Veelal een combinatie van simulatie, rollenspelen, taakopdrachten en schriftelijke tests waarbij het gedrag door begeleiders rechtstreeks wordt geobserveerd.

## Onderzoek en ontwikkeling
Bij het onderzoek en de ontwikkeling van persoonlijkheidstests zijn verschillende disciplines betrokken:
Psychodiagnostiek
De psychodiagnostiek is de leer van het stellen van een psychologische diagnose. Deze dient niet verward te worden met een medische diagnose. Psychodiagnostiek kent een zachte (soft data) en een harde (hard data) kant, afhankelijk van het soort instrumenten dat de diagnosticus gebruikt.
Zacht is bijvoorbeeld de geschoolde maar onbevangen waarneming van het gedrag en de beoordeling daarvan door de diagnosticus. Hard zijn alle waarnemingen gemaakt met gekwalificeerde meetinstrumenten, zoals tests, vragenlijsten en gefilmde observaties van gedrag in gestandaardiseerde situaties.
Psychometrie
Onder psychometrie verstaat men de statistische bewerkingen die voor een goede (betrouwbare en valide) psychodiagnostiek nodig zijn, zoals het berekenen van correlaties en het opstellen van de testnormen, waaronder ook de gemiddelden en spreidingen van de testscores.
Persoonlijkheidsleer
De persoonlijkheidsleer is de studie van de verschillen en overeenkomsten in persoonlijkheid tussen mensen, waarin persoonlijkheid inhoudt hoe het individu zich gedraagt ten opzichte van zijn of haar sociale omgeving, andere mensen en in verschillende situaties. De persoonlijkheidsleer is, ondanks pogingen daartoe, niet of nauwelijks in staat op grond van een omvattende theorie gedragingen van mensen te voorspellen.
Vertegenwoordigers
Enkele experts op het gebied van de persoonlijkheidsleer en persoonlijkheidstests zijn:
- Gordon Allport (1897-1967), Amerikaans sociaal psycholoog
- Alfred Binet (1857-1911), Franse psycholoog
- Raymond B. Cattell (1905-1998), Engels/Amerikaans psycholoog
- Bert Duijker (1912-1983), Nederlands psycholoog
- Hermann Ebbinghaus (1850-1909), Duits psycholoog, pionier in het leerpsychologisch onderzoek
- Hans Eysenck (1916-1997), Engels psycholoog
- Hubert Hermans (1937), Nederlandse psycholoog
- Viktor Ovtsjarenko (1943-2009), Russisch filosoof, socioloog, historicus en psycholoog